# Finale del campionato mondiale di calcio 1986
La finale del campionato mondiale di calcio 1986 è stata una partita di calcio disputata il 29 giugno 1986 all'Estadio Azteca di Città del Messico, in Messico. Essa determinò la vittoria dell'Argentina sulla Germania Ovest al campionato mondiale di calcio 1986 con il risultato di 3-2 ottenuto nei tempi regolamentari. L'Argentina ha così guadagnato per la seconda volta nella sua storia la Coppa del Mondo.

## Le squadre
| Squadra        | Finali disputate in precedenza (il grassetto indica la vittoria) |
| -------------- | ---------------------------------------------------------------- |
| Argentina      | 2 (1930, 1978)                                                   |
| Germania Ovest | 4 (1954, 1966, 1974, 1982)                                       |

## Cammino verso la finale
Nel corso del torneo entrambe le squadre avevano avuto alti e bassi, ma il cammino dell'Argentina risultò essere in crescendo a differenza di quello della nazionale tedesca.
L'Argentina si presentava con una squadra di discreto livello, con un commissario tecnico esperto, molto organizzata e solida visto che era formata da giocatori di Independiente, Argentinos Juniors e River Plate (vincitori delle Coppe Libertadores 1984, 1985, 1986 e delle Coppe Intercontinentali 1984 e 1986), non eccezionale tecnicamente e a livello di talenti singoli, ad eccezione del leader Diego Armando Maradona, all'apice della forma e considerato in quel periodo il miglior giocatore del mondo. Pur giocando un calcio non entusiasmante, la squadra aveva vinto il proprio girone, non particolarmente ostico, sconfiggendo senza problemi Corea del Sud e Bulgaria. Nella partita contro l'unica avversaria di livello del gruppo, l'Italia, i biancocelesti non erano andati oltre il pareggio 1-1, ottenuto dopo essere stati in svantaggio. Nella prima partita della fase ad eliminazione diretta avevano battuto di misura l'Uruguay, poi nelle successive due partite Maradona era salito in cattedra, stupendo il mondo con le sue prodezze e trascinando la squadra fino alla finale. A farne le spese erano state due squadre europee molto solide e concrete: l'Inghilterra (2-1, in una sfida epica con gli episodi della gomitata di Terry Butcher a Maradona, della Mano de Dios e del Gol del secolo) e il Belgio (2-0), con due doppiette del numero 10 argentino.
La Germania Ovest aveva superato il primo turno come seconda classificata, senza brillare, ottenendo un pareggio (1-1 contro l'Uruguay), una vittoria in rimonta (2-1 contro la Scozia) e una netta sconfitta (0-2 contro la Danimarca). Nella fase ad eliminazione diretta i tedeschi avevano ritrovato a tratti concretezza e gioco, ma erano notevolmente agevolati anche da un tabellone non irresistibile, negli ottavi avevano infatti sconfitto il Marocco appena per 1-0 con un gol negli ultimi minuti, ai quarti invece il Messico, padrone di casa, fu piegato solo ai calci di rigore dopo che i supplementari si erano conclusi sullo 0-0. In semifinale i tedeschi giocarono la partita migliore della loro avventura messicana, superando con autorevolezza 2-0 la Francia di Michel Platini, squadra campione d'Europa e tra le favorite del torneo, ma anche qui erano agevolati dal fatto che i francesi erano giunti al penultimo atto del torneo dopo aver affrontato Italia agli ottavi e Brasile ai quarti (quest'ultimo piegato solo ai rigori) e quindi visibilmente affaticati.

### Tabella riassuntiva del percorso
Note: In ogni risultato sottostante, il punteggio della finalista è menzionato per primo.
| Pos. | Squadra       | Pt | G | V | N | P | GF | GS | DR |
| ---- | ------------- | -- | - | - | - | - | -- | -- | -- |
| 1.   | Argentina     | 5  | 3 | 2 | 1 | 0 | 6  | 2  | +4 |
| 2.   | Italia        | 4  | 3 | 1 | 2 | 0 | 5  | 4  | +1 |
| 3.   | Bulgaria      | 2  | 3 | 0 | 2 | 1 | 2  | 4  | −2 |
| 4.   | Corea del Sud | 1  | 3 | 0 | 1 | 2 | 4  | 7  | −3 |

| Pos. | Squadra        | Pt | G | V | N | P | GF | GS | DR |
| ---- | -------------- | -- | - | - | - | - | -- | -- | -- |
| 1.   | Danimarca      | 6  | 3 | 3 | 0 | 0 | 9  | 1  | +8 |
| 2.   | Germania Ovest | 3  | 3 | 1 | 1 | 1 | 3  | 4  | −1 |
| 3.   | Uruguay        | 2  | 3 | 0 | 2 | 1 | 2  | 7  | −5 |
| 4.   | Scozia         | 1  | 3 | 0 | 1 | 2 | 1  | 3  | −2 |

## Resoconto della partita

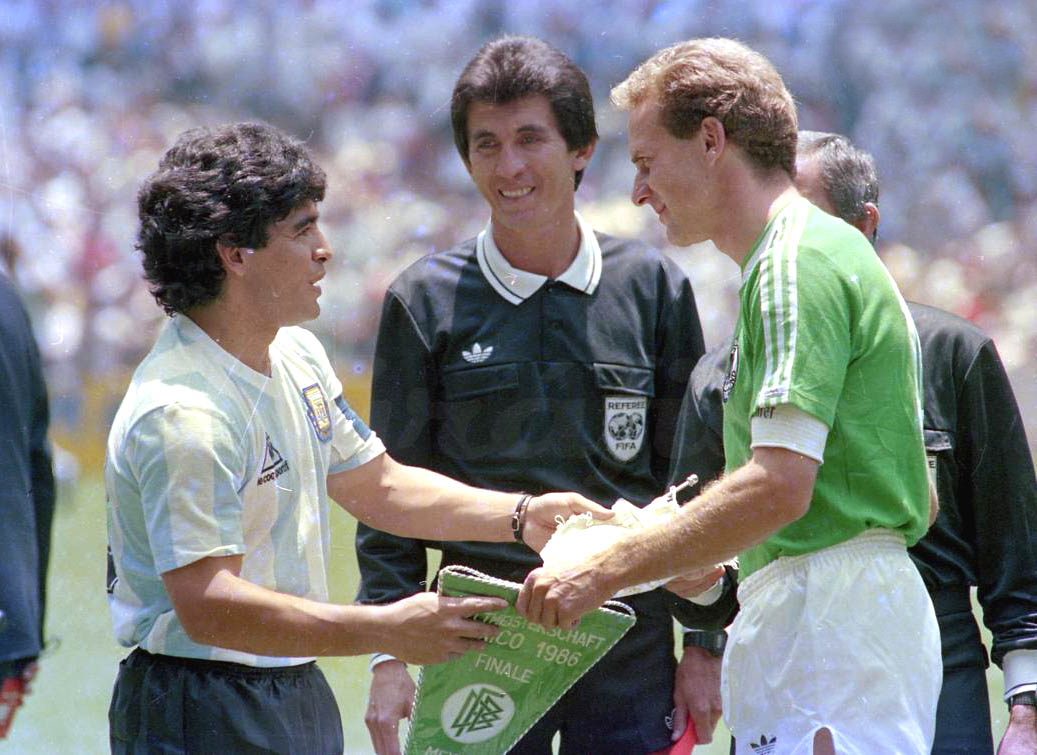
Diego Armando Maradona e Karl-Heinz Rummenigge

Beckenbauer decide di affidare la marcatura del temutissimo Maradona a Lothar Matthäus, uno dei migliori elementi della formazione tedesca, dirottando quindi il potente Briegel, lento ma molto resistente alla fatica, sul veloce Valdano.
L'Argentina non riesce ad essere incisiva poiché il proprio leader è soffocato dalla marcatura ossessiva ed efficace di Matthaus, che costa all'asso sudamericano anche un'ammonizione per proteste. Per contro il gravoso compito impedisce al giocatore tedesco di apportare il solito contributo al centrocampo, determinante in tutto il torneo, col risultato che anche la Germania non riesce a costruire nessuna azione degna della propria fama di squadra ordinata e organizzata. Al 23' l'Albiceleste passa in vantaggio grazie ad un goal di testa del difensore José Luis Brown sugli sviluppi di un calcio di punizione vicino alla bandierina del calcio d'angolo concesso proprio per fallo di Matthaus su Maradona. Sulla marcatura argentina pesa enormemente la responsabilità del portiere tedesco Schumacher, colpevole di un'uscita avventata e imprecisa. L'Argentina gestisce bene il vantaggio e se da una parte Maradona non riesce a scrollarsi di dosso Matthaus, dall'altra esce allo scoperto la squadra sudamericana che ad inizio del secondo tempo trova anche il raddoppio con un'azione corale in diagonale finalizzata in rete in corsa da Jorge Valdano.

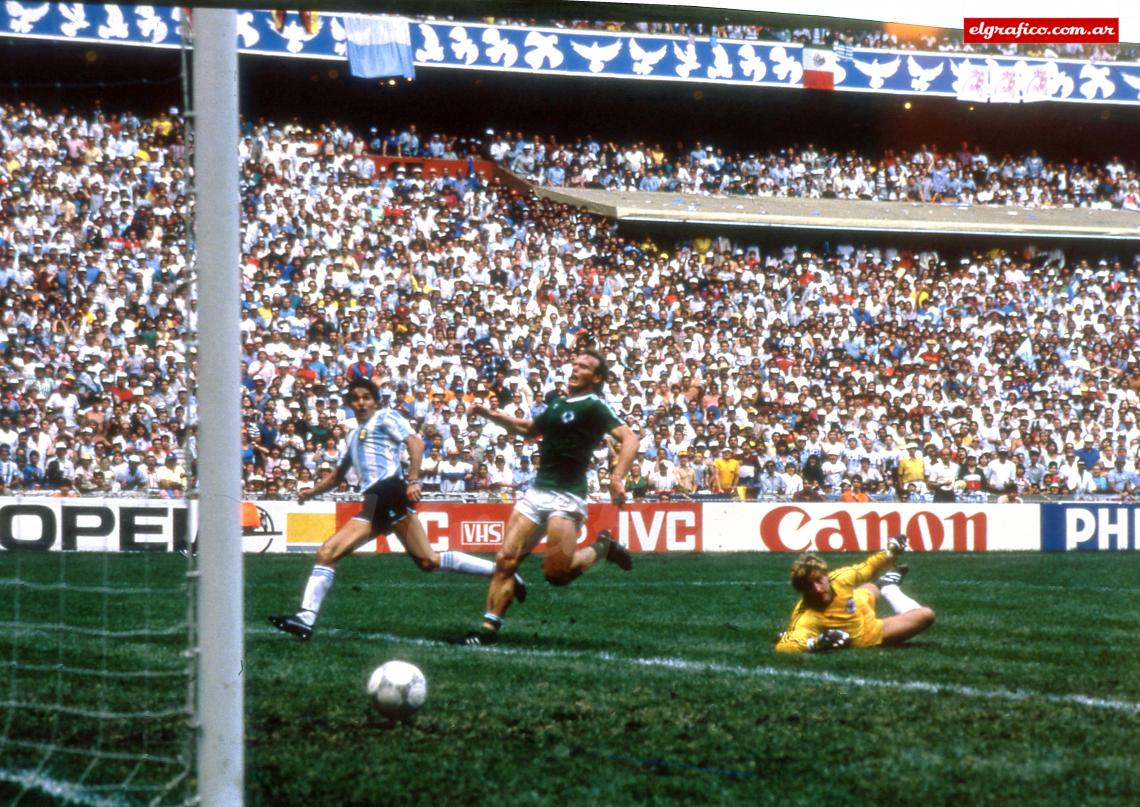
Gol decisivo di Jorge Burruchaga

Beckenbauer si gioca il tutto per tutto e libera Matthaus dal gravoso compito di marcare El pibe de oro, che viene assegnato a turno a diversi giocatori tedeschi, che riescono a contenerlo ricorrendo a falli frequenti. La strategia porta i suoi frutti perché la Germania Ovest riesce ad accorciare prima le distanze al 74' con una deviazione sottoporta di Karl-Heinz Rummenigge sugli sviluppi di un calcio d'angolo, e poi ad agguantare il pareggio sette minuti dopo con la segnatura di Rudi Völler, con un colpo di testa sempre su calcio d'angolo. La soddisfazione dei tedeschi però è di breve durata: all'84' Maradona (fino a quel momento abbastanza in ombra) utilizza una palla morta a centrocampo per realizzare un assist geniale che lancia l'attaccante Jorge Burruchaga solo contro il portiere Schumacher, Burruchaga lo supera e fissa il risultato sul 3-2 che permette all'Argentina di conquistare il suo secondo titolo mondiale.

## Tabellino
| Arbitro: | Arppi Filho |

|                                      |           |                           |
| Brown 23’ Valdano 56’ Burruchaga 84’ | Marcatori | 74’ Rummenigge 81’ Völler |

| Argentina | Germania Ovest |

| Argentina (3-5-1-1) |    |                     |     |     |
|                     |    |                     |     |     |
| P                   | 18 | Nery Pumpido        | 85’ |     |
| D                   | 9  | José Cuciuffo       |     |     |
| D                   | 5  | José Luis Brown     |     |     |
| D                   | 19 | Oscar Ruggeri       |     |     |
| C                   | 14 | Ricardo Giusti      |     |     |
| C                   | 7  | Jorge Burruchaga    |     | 90’ |
| C                   | 2  | Sergio Batista      |     |     |
| C                   | 12 | Héctor Enrique      | 81’ |     |
| C                   | 16 | Julio Olarticoechea | 77’ |     |
| A                   | 10 | Diego Maradona      | 17’ |     |
| A                   | 11 | Jorge Valdano       |     |     |
| Sostituzioni:       |    |                     |     |     |
| C                   | 21 | Marcelo Trobbiani   |     | 90’ |
| CT:                 |    |                     |     |     |
| Carlos Bilardo      |    |                     |     |     |

| Germania Ovest (5-3-2) |    |                       |     |     |
|                        |    |                       |     |     |
| P                      | 1  | Harald Schumacher     |     |     |
| D                      | 14 | Thomas Berthold       |     |     |
| D                      | 4  | Karlheinz Förster     |     |     |
| D                      | 17 | Ditmar Jakobs         |     |     |
| D                      | 2  | Hans-Peter Briegel    | 62’ |     |
| D                      | 3  | Andreas Brehme        |     |     |
| C                      | 6  | Norbert Eder          |     |     |
| C                      | 8  | Lothar Matthäus       | 21’ |     |
| C                      | 10 | Felix Magath          |     | 62’ |
| A                      | 11 | Karl-Heinz Rummenigge |     |     |
| A                      | 19 | Klaus Allofs          |     | 46’ |
| Sostituzioni:          |    |                       |     |     |
| A                      | 9  | Rudi Völler           |     | 46’ |
| C                      | 20 | Dieter Hoeneß         |     | 62’ |
| CT:                    |    |                       |     |     |
| Franz Beckenbauer      |    |                       |     |     |

| Assistenti arbitrali: Erik Fredriksson (Svezia) Berny Ulloa Morera (Costa Rica) |

### Videografia
- Federico Ferri e Federico Buffa, Storie Mondiali: Diegooooooooo! (1986), Sky Sport, 2014.